# Epoka edwardiańska
Epoka edwardiańska – okres w historii Zjednoczonego Królestwa Wielkiej Brytanii za panowania króla Edwarda VII. Epoka nazwana jest od imienia tego władcy. Trwała przez 9 lat, od 1901 do 1910.
Śmierć królowej Wiktorii w styczniu 1901, która zapoczątkowała panowanie jej syna Edwarda, była początkiem nowej epoki i końcem epoki wiktoriańskiej, najdłuższej w historii Wielkiej Brytanii. Edward był głównym przedstawicielem elity będącej pod wpływem sztuki i mody Europy kontynentalnej. Jednym z powodów tego wpływu na króla mogła być jego skłonność do podróżowania. Okres cechował się znaczącymi zmianami w polityce, takimi jak interes społeczeństwa, zwłaszcza kobiet i pospólstwa.
Epoka edwardiańska często bywa przedłużana od roku 1910, roku śmierci Edwarda, do zatonięcia „Titanica” w 1912 roku, do wybuchu I wojny światowej w 1914 roku, a nawet do 1918 roku (koniec wojny).

## Społeczeństwo
Pod względem społecznym był to czas bardzo jasno podzielonych klas społecznych. Jednak zmiany gospodarcze i społeczne stworzyły środowisko, w którym ruchy społeczne rozwinęły się w bardziej znaczącym stopniu, niż w poprzednim okresie. Zmiany były spowodowane rosnącym zainteresowaniem socjalizmem, dbałością o niekorzystną sytuację ubogich, statusu kobiet i ich praw wyborczych, a także wzrostem możliwości ekonomicznych spowodowanych przez industrializację. Zmiany te zostały przyspieszone po zakończeniu I wojny światowej.
Członkowie niższych klas społecznych byli, podobnie jak w poprzednim okresie, oddzieleni od arystokracji i zamożnej klasy społecznej, a ich standard życia był znacznie oddalony od luksusu bogatych.

## Moda i sztuka
Członkowie klasy wyższej byli zainteresowani wypoczynkiem i sportem. Epoka edwardiańska jest również znana jako belle époque. Pomimo krótkiego czasu trwania tego okresu charakteryzowała się własnym, niepowtarzalnym stylem architektonicznym, modą i stylem życia. W dziedzinie literatury znani twórcy to: Herbert George Wells, Arnold Bennett, Joseph Conrad, Edward Morgan Forster, Kenneth Grahame, Lucy Maud Montgomery i Pelham Grenville Wodehouse. Z tego okresu pochodzi ogromna liczba powieści i opowiadań, które zostały opublikowane i cieszyły się poczytnością. Zaczęły być zauważalne różnice między literaturą intelektualną a popularną. Rozpoczęło się masowe rozprzestrzenianie druku.
Dostępne nośniki muzyki odtwarzanej na gramofonie były niskiej jakości. Popularne wtedy były publiczne występy muzyczne, zarówno amatorskie, jak i zawodowe. Typowe były latem koncerty orkiestr wojskowych w parkach.
Do czołowych dramaturgów brytyjskich tego okresu zaliczano: Georga Bernarda Shaw i Harleya Granville Barkera i zagranicznych autorów: Henrika Ibsena i Gerharta Hauptmanna.
Czołowi w tym czasie architekci to: Edwin Lutyens, Charles Rennie Mackintosh i Giles Gilbert Scott. Przykładami stylu edwardiańskiego mogą być port w Liverpoolu, budynek Departamentu Wojny na Whitehall i Flinders Street Station w Melbourne.

## Nauka i technika
Pojawienie się nowego stulecia przyniosło ogromną liczbę innowacji. Ernest Rutherford opublikował swoją książkę o promieniotwórczości. Samochody stały się popularnym źródłem transportu.